# Windpark Gansu
Der Windpark Gansu (甘肃酒泉风电基地), oder auch Jiuquan Wind Power Base, ist ein Windpark im Gebiet der Stadt Jiuquan in der Provinz Gansu in der Volksrepublik China. Das Projekt besteht aus mehreren Teilwindparks. Es entsteht am Rande der Wüste Gobi. Das Regelarbeitsvermögen bei voller Ausbaustufe liegt bei 50.000 GWh pro Jahr, dies entspricht im Endausbau einer mittleren Leistung von 5,7 GW. Die Investitionskosten werden mit mehr als 12 Mrd. Euro angegeben.
Der Bau des Windparks startete am 8. August 2009. Die ursprüngliche Planung sah vor, den Windpark bis zum Jahr 2015 auf eine Leistung von 12,71 MW auszubauen. Im Jahr 2010 wurde die erste Ausbauphase erreicht, in der 3.500 Windkraftanlagen eine installierte Leistung von 5,16 GW aufwiesen. Im Jahr 2012 waren 6 GW installiert. In den folgenden Jahren konnte die installierte Kapazität des Windparks aufgrund mangelnder Leistungsfähigkeit der verfügbaren Stromtrassen bzw. ungenügender Energiespeicherkapazitäten nur zum Teil genutzt werden.